# Koprostase
Eine Koprostase (Kompositum aus altgriechisch κόπρος, kópros, „Kot“ und στάσις,  stásis, „Verhalt“; engl.: coprostasis oder fecal impaction) ist die Stauung von Kot im Dickdarm (Kotstauung beziehungsweise Stuhlimpaktion), insbesondere der Ampulla recti mit erschwerter Stuhlentleerung. Dabei kann es zur Bildung von Kotballen (Skybala) bzw. Kotsteinen kommen, die die Entleerung aus dem Enddarm gänzlich verhindern können. Diese Kotballen können gegebenenfalls auch durch die Bauchdecke ertastet werden und werden dann als Koprom (auch: Sterkorom oder Fäkulom) bezeichnet. Freigesetzte Dickdarmsekrete können an der stehenden Kotsäule vorbeigelangen und eine Diarrhoe vortäuschen, häufiger aber zu einer Stuhlinkontinenz führen.
Durch die Füllung des Enddarms kann (vor allem im Sitzen) der Defäkationsreflex ausgelöst werden, was zu erheblichen Schmerzen führen kann.
Patienten können über Blähungen und Schmerzen (oft auch im rechten Unterbauch) klagen, sodass auch die Verdachtsdiagnose einer Appendizitis gestellt werden kann.
Chronische Koprostasen können u. a. bei ungeeigneter Ernährung, chronischer Abführmitteleinnahme bei Verstopfung, mangelnder körperlicher Bewegung (Bettruhe/Immobilisation), zu geringer Flüssigkeitsaufnahme über einen längeren Zeitraum oder anderen Störungen der Darmperistaltik auftreten.
Komplikationen: Durchwanderungsperitonitis, evtl. auch Darminfektionen, auftretende Vergiftungszustände (Autointoxikation) als Koprämie.

## Therapie
Bei Kindern wird in leichteren Fällen ein „Stuhltraining“ bzw. eine „Stuhlerziehung“ empfohlen. Für Laxanzien wie Macrogol liegen evidenzbasierte Empfehlungen vor. Einläufe (auch hohe Einläufe) werden vor allem in Pflegeheimen, seltener bei Kindern verabreicht. Bei deren Unwirksamkeit wird eine digitale Ausräumung des Enddarms durchgeführt. Gegebenenfalls ist die Gabe von Schmerzmitteln angezeigt. Als Ultima Ratio, insbesondere bei Verschluss im proximalen Dickdarm, kann auch eine chirurgische Intervention notwendig werden.